# Robert Löhr
Robert Löhr (Berlín, 17 de enero de 1973) es un novelista, guionista y actor alemán. A nivel literario, es conocido por su novela Der Schachautomat, traducida al español como La máquina de ajedrez.

## Vida
Robert Löhr nació en Berlín y se crio en Bremen y Santa Bárbara (California). Fue a la escuela de periodismo en Berlín (Berlin School of Journalism) y estudió literatura norteamericana y alemana en la Universidad Libre de Berlín (FUB) antes de asistir a la Deutsche Film und Fernsehakademie Berlin (Academia Alemana de Cine y Televisión de Berlín) para convertirse en guionista.
Además de numerosos guiones para cine y televisión, ha escrito cinco novelas y un libro ilustrado para adultos. También ha escrito el libreto de los musicales Hammerfrauen (2015), Wildes Berlin (2016) y Zombie Berlin (2019).